# Nada Tončić
Nada Tončić (udana Vujasinović; Zemun, 30. srpnja 1909. – Varaždin, 29. ožujka 1998.) bila je hrvatska operna pjevačica, sopranistica.

## Životopis
Nada Tončić studirala je i 1932. diplomirala pjevanje na Muzičkoj akademiji u Zagrebu u razredu Nade Eder-Bertić.
Karijeru je počela 1933. u Operi zagrebačkog HNK, članica koje je bila sve do 1963. godine. Svojim se lirskim sopranom proslavila ulogama u Travijati, Eri s onoga svijeta, Madam Butterfly, Porinu, Jevgeniju Onjeginu i drugima. Nastupala je i kao koncertna pjevačica te gostovala u svim jugoslavenskim i mnogim europskim uglednim opernim kućama. Bila je članica Hrvatskoga društva glazbenih umjetnika.

## Vanjske poveznice
- Tončić, Nada Hrvatska enciklopedija. LZMK
- LZMK / Proleksis enciklopedija: Tončić, Nada
- Matica.hr / Vijenac – Marija Barbieri: »Opus kakva više nema«  Arhivirana inačica izvorne stranice od 23. rujna 2007. (Wayback Machine), 22. srpnja 2005.
- Donacija Josip Crnobori Josip Crnobori: portret Nade Tončić, olovka na papiru